# Steve Campbell
Steve Campbell (Buffalo, 22 ottobre 1970) è un ex tennista statunitense.

## Carriera
In carriera ha raggiunto una finale di doppio al Colombia Open nel 1995, in coppia con il connazionale MaliVai Washington. Nei tornei del Grande Slam ha ottenuto il suo miglior risultato raggiungendo il terzo turno nel singolare agli Australian Open nel 1998.

## Statistiche

### Doppio

#### Finali perse (1)
| Numero | Anno              | Torneo                | Superficie  | Compagno           | Avversari in finale   | Punteggio |
| 1.     | 17 settembre 1995 | Colombia Open, Bogotà | Terra rossa | MaliVai Washington | Jiří Novák David Rikl | 6-7, 2-6  |